# Arjan van der Laan
Arjan van der Laan (Nieuwkoop, 10 novembre 1969) è un allenatore di calcio ed ex calciatore olandese, di ruolo centrocampista.

## Palmarès

### Giocatore

#### Competizioni nazionali
- Coppa dei Paesi Bassi: 1

Twente: 2000-2001
- Eerste Divisie: 1

ADO Den Haag: 2002-2003